# Otto Lohse

Otto Lohse

Carl Gustav Otto Lohse (* 21. September 1858 in Dresden; † 5. Mai 1925 in Baden-Baden) war ein deutscher Dirigent und Komponist.

## Biografie
Lohse studierte bei Hans Richter und Felix Draeseke am Dresdner städtischen Konservatorium, 1877/79 war er Cellist in der Hofkapelle. Im Jahr 1880 wurde Lohse Otto Klavier-Lehrer in Wilna, 1882 wurde er in Riga Dirigent der Wagner-Gesellschaft und der Kaiserlichen Russischen Musikgesellschaft; sieben Jahre später 1889/93 war er der erste Kapellmeister ebenda des örtlichen Stadttheaters. 1893 wurde er zum Direktor des Stadttheaters in Hamburg ernannt; während seines Aufenthalts in Hamburg heiratete er in zweiter Ehe die Sängerin Katharina Klafsky. Das Paar reiste 1896 in die USA, um der Damrosch Opera Company beizutreten, kehrte jedoch ein Jahr später bereits nach Deutschland zurück. Nach dem frühen Tod der Klafsky heiratete er Josefine Kratz, die damit seine dritte Ehefrau wurde. Seit seiner Rückkehr bekleidete Lohse bedeutende Dirigentenposten in Strassburg (1897–1904), Köln (1904–1911) Operndirektor, dem Théâtre de la Monnaie (1911–12), und dem Stadttheater in Leipzig (1912–23). Er dirigierte Aufführungen von Werken Richard Wagners im Royal Opera House Covent Garden in London von 1901 bis 1904. Der Ehrentitel eines Königlichen Professors wurde Lohse im Jahre 1916 verliehen. Seine einzige Oper, Der Prinz wider Willen, wurde in Riga im Jahr 1890 uraufgeführt.